# Tony Fautua

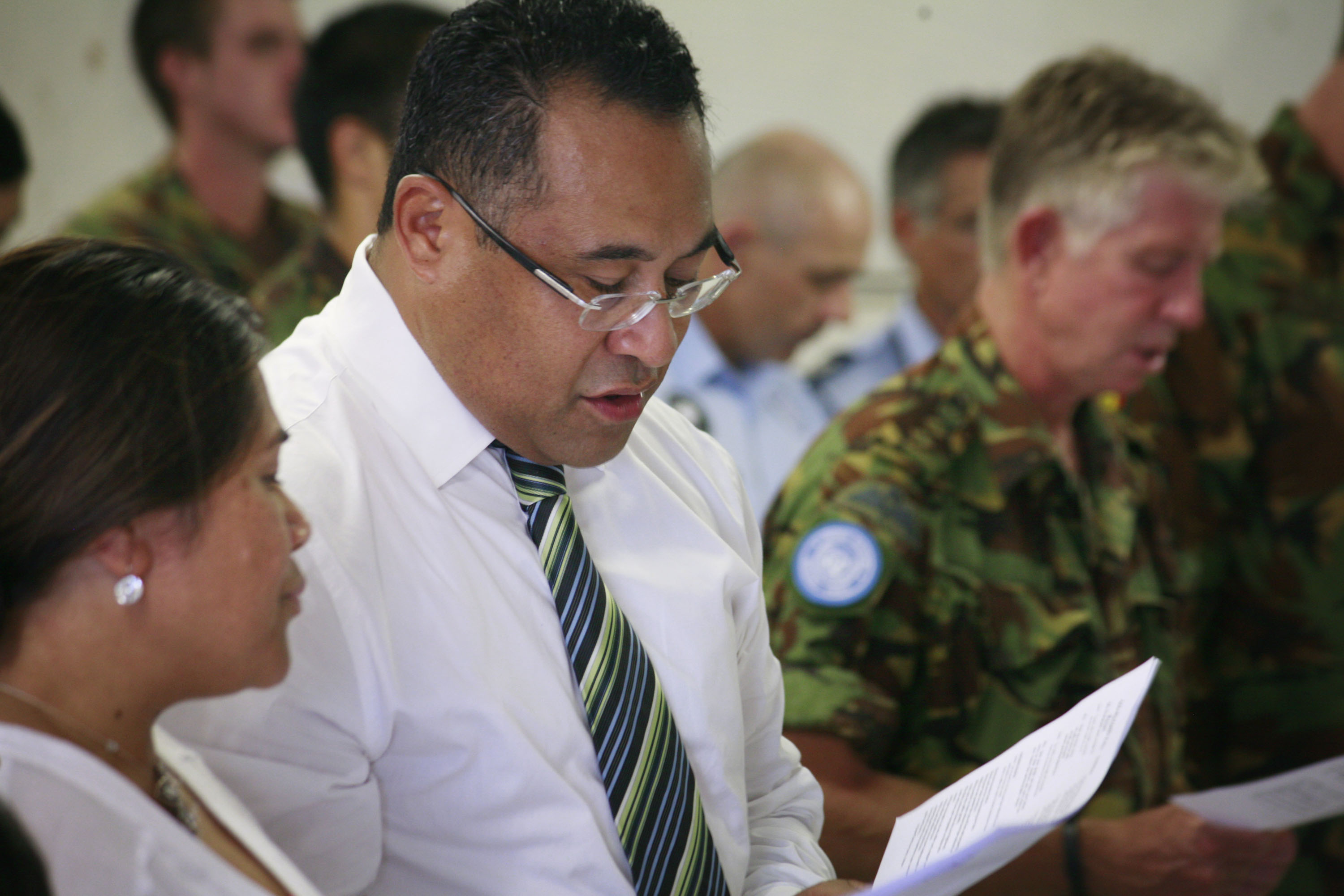
Tony Fautua, Botschafter von 2011 bis 2014

Fata Tony Fautua (* in Auckland, Neuseeland) ist ein neuseeländischer Diplomat. Er war der erste Diplomat Neuseelands samoanischer Herkunft, der einen Botschafterposten bekleidete.

## Werdegang
Fautua wuchs in Aucklands Stadtteil Ōtāhuhu auf. An der neuseeländischen University of Canterbury erhielt er einen Bachelor of Arts and Master of Commerce (Hons).
Seit 1994 arbeitet Fautua für das Außenministerium Neuseelands. Unter anderem war er mit dem Friedensprozess auf Bougainville (Papua-Neuguinea) betraut und vertrat Neuseeland bei der Asiatisch-Pazifischen Wirtschaftsgemeinschaft (APEC) als  Deputy Senior Official. Außerdem war er an der neuseeländischen Botschaft in Washington, D.C. und in Neuseelands diplomatischen Vertretungen in Bougainville (als Sondergesandter), Niue (als stellvertretender Hochkommissar) und New York (als erster Sekretär der ständigen Vertretung Neuseelands bei den Vereinten Nationen) tätig.
2011 wurde Fautua von Außenminister Murray McCully zum neuseeländischen Botschafter in Osttimor ernannt wurde. Das Amt hatte er bis 2014 inne. In Fautuas Amtszeit fällt das Ende der letzten UN-Mission in Osttimor. An UNMIT waren auch neuseeländische Soldaten beteiligt. Danach war Fautua von April 2014 bis 2017 Hochkommissar Neuseelands in Papua-Neuguinea.

## Sonstiges
Fautua ist der Sohn von Alofivae (aus Lanu, Savaiʻi) und Litia (aus Afega, Upolu). Von der Familie seiner Mutter erbte Fautua den Häuptlingstitel Fata. Zusammen mit seiner Frau Ina hat Tony Fautua einen Sohn.